# Worms of the Earth
Worms of the Earth è il primo album del gruppo musicale heavy metal italiano Rosae Crucis, pubblicato nel marzo 2003 per l'etichetta Scarlet Records.
Il disco è un concept album basato sull'omonimo racconto di Robert E. Howard.
È uno dei pochi album dei Rosae Crucis in cui sia stata utilizzata la lingua inglese per i testi, che nei demo precedenti e negli album successivi sono scritti in italiano.

## Tracce
1. Behind the Eyes of Partha MacOthna – 3:40
2. The Justice of Roma – 6:57
3. Bran Mak Morn – 5:11
4. A Wizard in My Dreams – 2:14
5. Escape from Eboracum – 6:52
6. The Dagon's Moore – 4:58
7. Gates to Abominium – 4:25
8. The Black Stone – 5:36
9. Traian's Tower Falls – 2:38
10. Worms of the Earth – 4:27
11. The Witch – 5:08
12. Requiem for Titus Silla – 3:44

## Formazione
- Giuseppe "Ciape" Cialone - voce
- Andrea "Kiraya" Magini - chitarra e voce
- Massimiliano "Kronos" Salvatori - basso
- Giuseppe Orlando - batteria